# Phare de Sääretükk
Le phare de Sääretükk (en estonien : Sääretüki Tuletorn) est un feu situé sur la péninsule de Sandla, au sud-est de la grande île de Saaremaa, appartenant à la commune de Pihtla dans le comté de Saare, en Estonie.
Il est géré par l'Administration maritime estonienne,.

## Histoire
L'actuel phare de Sääretükk a été construit en 1954. À l'origine, sa portée était de 9 milles nautiques. En 1966, il a été réduit à 8 milles nautiques. En 1980, l'alimentation du phare a été remplacée par un générateur thermoélectrique à radio-isotopes qui fut utilisé jusqu'en 1994. Après son démontage, un système d'alimentation automatique a été installé sur la base d'une combinaison de batteries solaires et d'un générateur éolien.

## Description
Le phare  est une tour carrée blanche en béton armé de 15 mètres de haut, avec une galerie et une lanterne. Il émet, à une hauteur focale de 19 mètres, trois éclats blancs toutes les 15 secondes. Sa portée nominale actuelle est de 6 milles nautiques (environ 11 km).
Identifiant : ARLHS : EST-054 ; EVA-977 - Amirauté : C-3627 - NGA : 12658 .

## Caractéristique dufeu maritime
Fréquence : 15 secondes (W)
- Lumière : 0,5 seconde
- Obscurité : 1,5 seconde
- Lumière : 0,5 seconde
- Obscurité : 1,5 seconde
- Lumière : 0,5 seconde
- Obscurité : 10,5 seconde

|                             |
| Île Saaremaa (localisation) |

|          |
| Le phare |

### Lien connexe
- Liste des phares d'Estonie